# Steve Hackett
Stephen Richard "Steve" Hackett (Pimlico, Londres, 12 de febrero de 1950) es un músico británico. Saltó a la fama como guitarrista del grupo de rock progresivo Genesis en los años 1970. Tras su marcha de la banda en 1977, inició una carrera en solitario.

## Biografía
Hackett tuvo acceso desde niño a varios instrumentos, como la flauta y la melódica, pero no se interesó por la guitarra hasta los doce años. Comenzó tocando notas aisladas, y a los catorce aprendió a formar acordes y combinarlos, sin recibir ninguna enseñanza reglada. Sus primeras influencias, visibles aun en su producción más reciente, fueron clásicas: Johann Sebastian Bach y el tenor Mario Lanza. También escuchó con atención a numerosos artistas de blues, como Danny Kirwan, Peter Green y los guitarristas de John Mayall & the Bluesbreakers.

### Primeros pasos
Hackett comienza a tocar en bandas de rock progresivo como Canterbury Glass, Steel Pier y Sarabande. Realiza su primera grabación profesional con la banda Quiet World en el álbum titulado The Road (1970). En diciembre de ese mismo año ingresa en Genesis a través de un anuncio clasificado publicado en la revista Melody Maker.

### Genesis
Como integrante de la formación clásica del grupo Hackett participa en 6 álbumes de estudio de la banda. Su escasa experiencia le ocasiona algunas dificultades en los primeros meses, pero pronto encuentra su lugar dentro del grupo, contrarrestando con su estatismo en escena el movimiento impredecible del vocalista Peter Gabriel. Hackett debía incorporar toda la técnica para guitarra de 12 cuerdas que su antecesor en el grupo, Anthony Phillips, había desarrollado desde muy joven con maestría, lo cual le llevó un considerable tiempo de ensayos y de dedicación exclusiva para lograrlo.
Su primera grabación con Genesis es Nursery Cryme, editado en noviembre de 1971. La presencia de Hackett llama la atención en temas como The Musical Box y The Return Of The Giant Hogweed en los que experimenta con la técnica del tapping.
Aunque Nursery Cryme tiene un resultado comercial discreto, el siguiente disco, Foxtrot de 1972 alcanza un gran éxito. En él se incluye el instrumental Horizons, interpretado por Hackett en solitario, que se convierte en una de sus piezas características.
Con el siguiente disco, Selling England by the Pound de 1973, Genesis alcanza la cima de su carrera. Destaca el trabajo de Hackett en Dancing with the Moonlit Knight y Firth of Fifth, que incluye uno de los solos más notables y conmovedores del rock sinfónico de aquella década.
Pero Hackett comienza a sentirse frustrado con la orientación de la banda, pues no puede desarrollar con libertad sus ideas y ve cómo algunas de sus composiciones son rechazadas, por lo que constantemente peleaba para que sus composisiones fuesen incluidas, estas discusiones fueron en aumento tras los siguientes trabajos del grupo, The Lamb Lies Down on Broadway de 1974 y A Trick of the Tail de 1976. Tras la publicación de Wind & Wuthering de 1976 y la posterior gira de 1977, Hackett decide abandonar el grupo.

"Debo decirle que hay una tremenda resistencia a esa idea por parte de los demás implicados. La última vez que surgió esa posibilidad creo que fue en el 2005, hace ya mucho, así que le diría que no es imposible pero sí improbable. Tomaría parte en algo así solo bajo ciertas condiciones, si se me involucrara plenamente en la propuesta musical. Pero generalmente se trata de firmar primero el contrato y ponerse luego a tocar, es así cómo funcionan estas cosas."
Steve Hackett, sobre la posibilidad de una reunión de la formación clásica de Genesis (2017) 

### En solitario

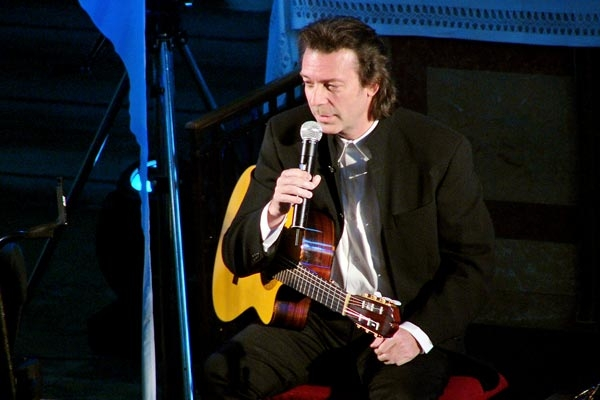
Steve Hackett en 2005.

Aunque ya en 1975 graba Voyage of the Acolyte, su primer disco en solitario, Hackett no abandona Genesis hasta 1977. En su retirada pudo influir su mala relación con el teclista Tony Banks así como el deseo de expresarse con más libertad.
En sus trabajos posteriores se aprecian varias etapas: una primera de rock progresivo y experimental, seguida por otra en la que desarrolla temas más pop, cercanos a la world music. Posteriormente, Hackett explora su interés por el repertorio de guitarra clásica y el blues. En los últimos años alterna discos de influencia clásica con otros roqueros.
Su disco más vendido es Highly Strung (1982) del que se extrae el sencillo Cell 151. Por esos años comienza a colaborar con antiguos miembros de King Crimson y en 1982, por iniciativa de Peter Gabriel, se reúne con los demás músicos de Genesis para un concierto benéfico de WOMAD.
En 1986 emprende junto a Steve Howe, guitarrista de Yes, un proyecto denominado GTR. De él surge un único trabajo homónimo. En Internet pueden hallarse algunas maquetas destinadas a un segundo disco fallido.
Una gira con David Palmer, ex teclista de Jethro Tull, lleva a Hackett a Sudamérica en 1994.
Aunque Steve Hackett ha gozado de reconocimiento a lo largo de su carrera como solista sus aficionados siempre han recordado con especial afecto su etapa con Genesis. Steve Hackett ha mostrado su apego por la música de su antiguo grupo en el proyecto Genesis Revisited, emprendido en 1996, en el que actualiza piezas célebres del grupo ofreciendo además algunos temas propios fieles al espíritu de la banda.
En la actualidad sigue editando discos en forma regular, viajando por el mundo en gira y colaborando con músicos importantes de distintas corrientes, como Neal Morse, de Spock's Beard. Destaca su trabajo con su hermano, el flautista John Hackett, en Sketches of Satie (2000), que ofrece una versión depurada, para flauta y guitarra clásica de las piezas más conocidas de Erik Satie.
En octubre de 2009 edita Out Of The Tunnel's Mouth, de nuevo en clave de rock progresivo, junto con músicos como Chris Squire, bajista de Yes, y Anthony Phillips, primer guitarrista y cofundador de Genesis.
Luego en 2012 edita Beyond the Shrouded Horizon y prueba con distintos riff distintos estilos de música como dice el propio Steve "abarca todos los géneros descubiertos a lo largo del camino". Pero la mayor sorpresa del año fue el lanzamiento el 22 de octubre de Genesis Revisited II un disco doble con 17 canciones de Genesis nuevamente reinterpretadas con un batallón de músicos invitados como John Wetton, Nik Kershaw o Steve Rothery. Su recepción en los primeros puestos de venta en el Reino Unido fue muy positiva, motivó la puesta en marcha de una gira de presentación del disco durante 3 años, y se grabaron dos DVD: Genesis Revisited: Live at Hammersmith y Genesis Revisited: Live at The Royal Albert Hall.
En 2013 participa del nuevo disco del músico y compositor Arjen Anthony Lucassen, The Theory of Everything, donde realiza un solo de guitarra en el tema The Parting.
Wolflight (2015) obtuvo una positiva acogida alcanzando el puesto 16 en Reino Unido dos días después de su edición. Con un estilo en que se perciben influencias de distintos géneros en su elaboración se incluyó una orquesta, cuartetos de cuerda y la participación de la mujer de Hackett en labores de composición.

"Creo que la tecnología ha mejorado mucho la calidad de los discos, pero no de las composiciones. Hoy en día los discos los hacen los productores y gente que toca los teclados. Pero los tecladistas no son necesariamente los mejores compositores del mundo, de modo que los vocalistas están intentando satisfacer las ideas musicales de ellos. (...) Escucho grandes vocalistas pero no grandes canciones. Hay muy buena tecnología, muy buenos productores pero falta una generación de buenos compositores que sirva para que todo lo demás tenga sentido."
Steve Hackett (2015) 

En 2017 se publicó The Night Siren un disco que cuenta con la participación de veinte músicos de Israel, Palestina, Islandia, Hungría, Suecia, Estados Unidos o Reino Unido empleando instrumentos tradicionales de India, Perú o Azerbaiyán. Algunas de sus composiciones se grabaron en Cerdeña (Italia) configurando un disco abierto a los sonidos de diferentes lugares del mundo.

"Yo me siento europeo; ya ni siquiera me considero británico. Viajo demasiado. Soy un migrante musical. Es como me siento, porque no hay fronteras para los músicos, y no me siento solo pensando así."
Steve Hackett, durante la presentación de The Night Siren (2017) 

## Influencias
Entre las influencias de Hackett se encuentran Eric Clapton, Jeff Beck, George Harrison, Paco de Lucía y Andrés Segovia.
Steve Hackett fue el primer guitarrista de rock que empleó la técnica tapping y picking. Aunque dicha invención se suela atribuir a Eddie Van Halen los expertos coinciden que el desarrollo de esta técnica debe más a Van Halen que a Hackett. La técnica del tapping y del picking (que utiliza la púa) puede ser escuchada en The Musical Box, The Return of the Giant Hogweed, Dancing With The Moonlight Knight y Supper´s Ready entre los temas de Genesis. Pero donde mejor se aprecia esta técnica es en el tema Shadow Of The Hierophant (4:46) de su primer álbum solista Voyage of the Acolyte. Es asombroso el parecido que este tiene con el tema de Van Halen Eruption.
Varios guitarristas han expresado admiración por Steve Hackett, entre otros, Alex Lifeson de Rush, Yngwie Malmsteen, Francis Dunnery, Roine Stolt y Mike Holmes. Brian May, guitarrista de Queen, ha mencionado en varias ocasiones la influencia que tuvo en él el trabajo de guitarra de Hackett en las canciones The Musical Box y Return Of The Giant Hogweed del álbum de Genesis Nursery Cryme.

## Discografía
| - Voyage of the Acolyte (1975) - Please Don't Touch (1978) - Spectral Mornings (1979) - Genesis Files (2002) (con John Wetton, Paul Carrack, Colin Blunstone o Bonnie Tyler) - Defector (1980) - Cured (1981) - Highly Strung (1983) - Bay of Kings (1983) - Till We Have Faces (1984) - GTR (1986) (con Steve Howe, Max Bacon, Phil Spalding y Jonathan Mover). - Momentum (1988) - Time Lapse (1991) (compilación) - The Unauthorised Biography (1992) - Guitar Noir (1993) - Blues with a Feeling (1994) - There Are Many Sides To The Night (1995) - Genesis Revisited (1996) - A Midsummer Night's Dream (1997) - The Tokio Tapes (1997) (doble directo) | - Darktown (1999) - Sketches of Satie (2000) (con John Hackett) - Feedback 86 (2000) - To Watch the Storms (2003) - Metamorpheus (2005) - Wild Orchids (2006) - Tribute (2008) - Out of the Tunnel's Mouth (2009) - Beyond the Shrouded Horizon (2011) - Rails (2011). Álbum en vivo. - A Life Within A Day (2012) (con Chris Squire) - Genesis Revisited II (2012) - Wolflight (2015) - The Night Siren (2017) - At the Edge of Light (2019) - Surrender of Silence (2021) - Under a Mediterranean Sky (2021) - The Circus and the Nightwhale (2024) |